# Teorema de Herbrand-Ribet
En matemáticas, el Teorema de Herbrand–Ribet es un resultado del número de clase de ciertos campos de números. Es un refuerzo del teorema de Kummer en el sentido que el número primo p divide el número de clase del campo ciclotómico de la p-iésimas raíces de la unidad si y solo si p divide al numerador del n-ésimo número de Bernoulli Bn 
para algún n, 0 < n < p − 1. El teorema de Herbrand–Ribet especifica en particular, cuando es que p divide a Bn. 
El grupo de Galois Σ del campo ciclotómico de las p-iésimas raíces de la unidad de un primo p, {\displaystyle \mathbb {Q} (\zeta )} con {\displaystyle \zeta ^{p}=1}, consiste de p − 1 elementos del grupo σa, donde σa está definido por {\displaystyle \sigma _{a}(\zeta )=\zeta ^{a}}. De acuerdo al pequeño teorema de Fermat, en el anillo de los enteros p-ádicos {\displaystyle \mathbb {Z} _{p}} se tienen p − 1 raíces de la unidad, cada una de las cuales es congruente mod p con algún número en el rango entre 1 y p − 1; por lo tanto se puede definir un carácter de Dirichlet ω (el carácter de Teichmüller) con valores en {\displaystyle \mathbb {Z} _{p}} si se requiere que para n coprimos a p, ω(n) sea congruente con n módulo p. La parte p del grupo de clase es un {\displaystyle \mathbb {Z} _{p}}-módulo, y se pueden aplicar elementos en el anillo de grupo {\displaystyle \mathbb {Z} _{p}[\Sigma ]} a él y obtener elementos del grupo de clase. Definiendo un elemento de idempotencia del anillo de grupo para cada n desde 1 hasta p − 1, como
{\displaystyle \epsilon _{n}={\frac {1}{p-1}}\sum _{a=1}^{p-1}\omega (a)\sigma _{a}^{-1}.}
Podemos dividir la parte p del grupo de clase ideal G de {\displaystyle \mathbb {Q} (\zeta )} por medio de sus idempotentes; si G es el grupo de clase ideal, entonces Gn = εn(G).
Entonces se tiene el teorema de Herbrand–Ribet: Gn es notrivial si y solo si p divide al número de Bernoulli Bp−n. Las parte que dice que p divide Bp−n si Gn no es trivial es el aporte de Herbrand. 
El inverso, que si p divide Bp−n entonces Gn no es trivial se debe a Kenneth Ribet, y es significativamente más difícil. Por la teoría de campos de clase, esto sólo puede ser verdadero si existe una extensión no-ramificada del campo de las p-ésimas raíces de la unidad por una extensión cíclica de grado p que se comporta en la forma especificada bajo la acción de Σ; Ribet demostró esto construyendo esta extensión utilizando métodos de la teoría de las formas modulares. Una demostración más simple del aporte de Ribet al teorema de Herbrand se puede consultar en el libro de Washington.
Barry Mazur y Andrew Wiles, ampliaron y desarrollaron los métodos de Ribet en sus trabajos por demostrar la Conjetura principal de la Teoría de Iwasawa, un corolario de la cual es el refuerzo del teorema de Herbrand-Ribet: la potencia de p que divide Bp−n es exactamente la potencia de p que divide el orden de Gn.